# Môn đốm
Môn đốm hay còn gọi môn lưỡng sắc (danh pháp khoa học: Caladium bicolor) là một loài thực vật có hoa trong họ Ráy (Araceae). Loài này được (Aiton) Vent. mô tả khoa học đầu tiên năm 1800.

## Hình ảnh

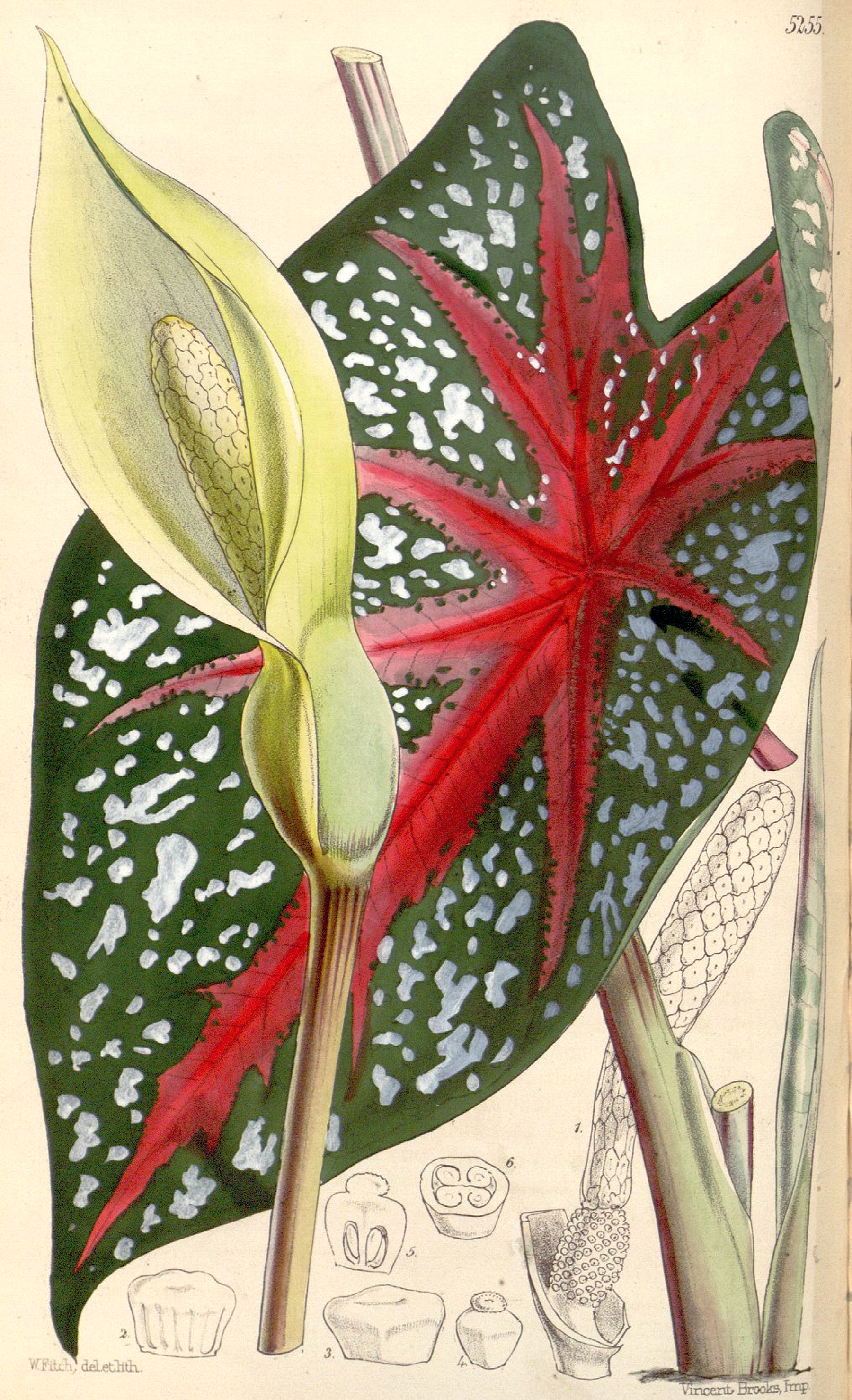
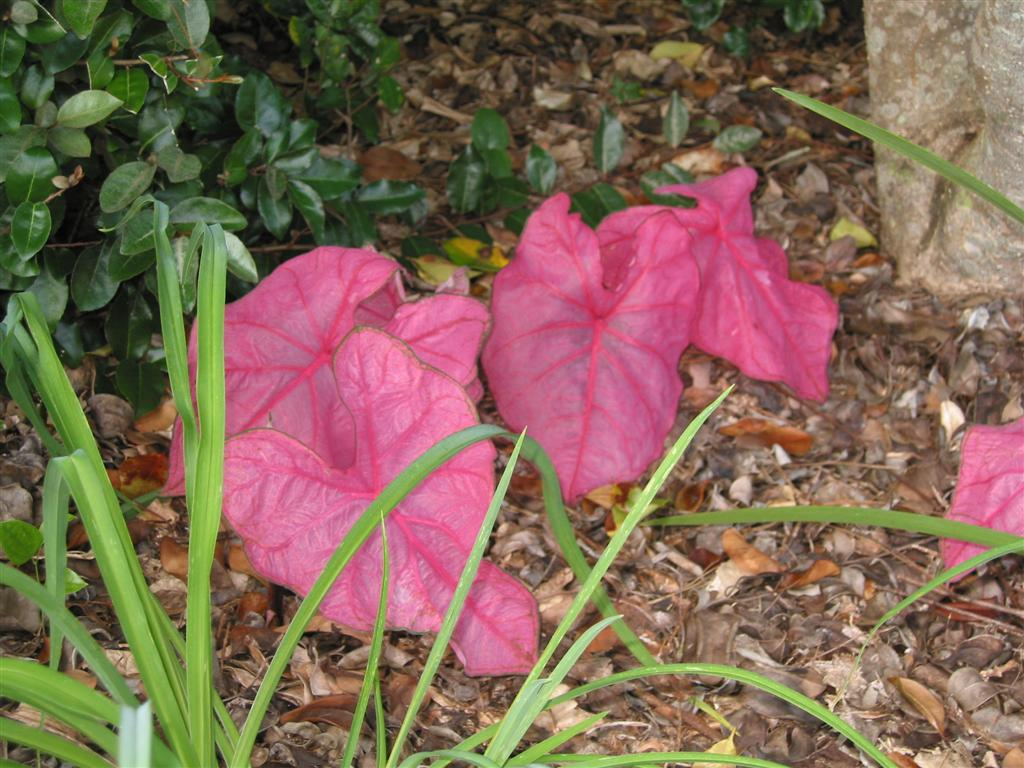
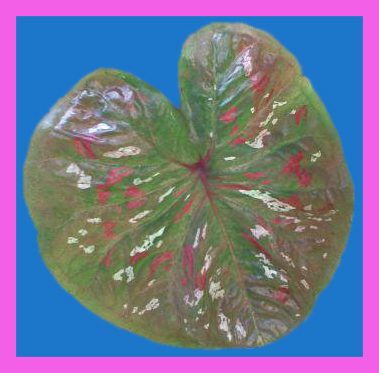
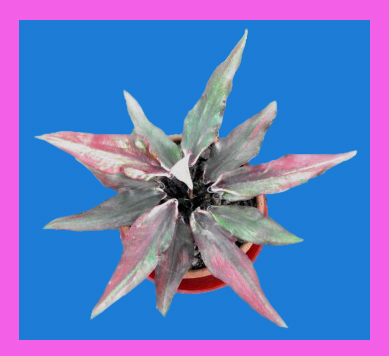